# نوال الدجوي
نوال عثمان صالح الدجوي (مواليد 1937 القاهرة، مصر)، هي رائدة أعمال ومربية مصرية، ومؤسسة مدارس دار التربية ورئيسة مجلس أمناء جامعة أكتوبر للعلوم الحديثة والآداب (MSA). تُعدّ من الشخصيات البارزة في تطوير التعليم الخاص في مصر.

## حياتها المبكرة
بدأت مشوارها عام 1958 بتأسيس "بيبي هوم سكول" (Baby Home School)، وتلتها في عام 1961 مدارس دار التربية. في العام 1984 أسست الفرع البريطاني ضمن مدارس دار التربية، وفي 1996 أطلقت جامعة أكتوبر للعلوم الحديثة والآداب – MSA University.

## مؤسساتها التعليمية

### داخل مصر

#### Baby Home Language School (1958)
- أول مبادرة تعليمية لها، بمثابة مدرسة لغات في مرحلة رياض الأطفال، أُنشئت عندما كانت في نحو الـ21 من عمرها.[2]

#### مدارس دار التربية – Dar El Tarbiah Schools (1961)
- تأسست كمدرسة ثانوية، وتوسعت لتشمل مراحل تعليمية من رياض الأطفال إلى الصف الثاني عشر.
- تشمل أنظمة: وطني، لغات، IGCSE البريطاني، والأمريكي.
- فروعها تقع في مناطق مثل الزمالك، أجوِزة، والدقي بالقاهرة – وتم ترخيصها أولًا كنظام بريطاني في 1970، ثم نظام أمريكي في 1991.

#### النظام الأمريكي في دار التربية (2000)
- أطلقته كأول مدرسة مصرية تحصل على الاعتماد الكامل من CITA (Commission of International and Trans-regional Accreditation).

#### جامعة أكتوبر للعلوم الحديثة والآداب – MSA (1996)
- تأسست بالمرسوم الرئاسي رقم 244 لسنة 1996، وتترأسها كرئيسة لمجلس الأمناء.
- تتميز بمنح درجتي بكالوريوس: مصرية وأخرى بريطانية من جامعات بريطانيا (جرينتش، ميدلسكس، بدفوردشير…).
- توسعت الجامعة لتضم حالياً حوالي 10 كليات تشمل: الحاسبات والذكاء الاصطناعي، الهندسة، الصيدلة، طب الأسنان، العلاج الطبيعي، الإعلام، العلوم الإدارية، اللغات، والبيوتكنولوجيا.
- حققت اعترافًا دوليًا: تحالفات أكاديمية مع جامعات بريطانية، واعتماد شهادات جعلت الخريجين مؤهلين للمتابعة في الخارج بسهولة.

### خارج مصر

#### فرع GCE البريطاني لدار التربية (1984)
- أنشأت نظام الامتحانات البريطانية (GCE)، وأُسست أول “مدرسة مصرية دولية” في بريطانيا (West Greens Ted College). بدأ فرع الـIGCSE أيضًا عام 1991 ووصل إلى أكثر من 900 طالب سنويًا.

#### International Kingdom College (2021)
- أنشأته خارج مصر (لم تتوفر تفاصيل كافية هنا).

## الجوائز والتكريمات
حصلت نوال الدجوي على العديد من الجوائز تقديرًا لإسهاماتها في التعليم، منها:
- حصلت على درجة الدكتوراه الفخرية في التربية عام 1997 أو 1999 من جامعات مثل ميزوري الأمريكية وجرينيتش البريطانية.
- إضافة إلى شهادة أستاذية فخرية من جامعة Middle Sixth البريطانية.
- تم تكريمها من قِبَل الرئيس المصري عبد الفتاح السيسي كواحدة من “النماذج النسائية المشرفة” عام 2019.[3]
- نالت جائزة المرأة العربية للتميز في المسؤولية الاجتماعية، ودعمها المشروعات التي أدخلت تقنية الذكاء الاصطناعي في مناهج من جامعة الدول العربية (2021).

- في عام 2024 حصلت على جائزة الإنجاز مدى الحياة ضمن فعاليات "سيدات الأكثر تأثيرًا في الاستدامة".

## الحياة الشخصية
نوال هي ابنة عثمان صالح الدجوي، وزوجة اللواء وجيه الدجوي، رئيس هيئة الرقابة الإدارية سابقًا. اشتهرت بطموحها وإصرارها، وكانت مصدر إلهام للعديد من طلابها. وصفتها الفنانة دنيا سمير غانم، إحدى خريجات دار التربية وجامعة MSA، بـ"الأم الثانية"، مشيرة إلى تأثيرها العميق كمربية وأستاذة.
وهي أم الدكتور شريف الدجوي، أستاذ أمراض القلب بالقصر العيني (توفي عام 2015) والدكتورة منى الدجوي (توفت عام 2025)، التي كانت نائب رئيس مجلس أمناء جامعة أكتوبر للعلوم الحديثة والآداب.

## حادثة السرقة 2025
في 19 مايو 2025، تعرض منزل نوال الدجوي في مدينة 6 أكتوبر لحادثة سرقة ضخمة. شملت المسروقات 15 كيلوغرامًا من المشغولات الذهبية، 3 ملايين دولار أمريكي، 50 مليون جنيه مصري، و350 ألف جنيه إسترليني، بقيمة إجمالية حوالي 250 مليون جنيه مصري. أثارت الحادثة جدلًا واسعًا، وفتحت الجهات الأمنية تحقيقًا للكشف عن ملابسات القضية، مع اشتباه بتورط أحد الأقرباء أو أشخاص مقربين من المنزل.